# Калинин, Михаил Иванович (дипломат)
Михаи́л Ива́нович Кали́нин (род. 3 сентября 1954) —  российский дипломат. Чрезвычайный и полномочный посланник 1 класса (2004).

## Биография
Окончил Институт стран Азии и Африки при МГУ им. М.В.Ломоносова (1977). На дипломатической работе с 1977 года. Владеет английским и непальским языками.
- В 1990—1992 годах — первый секретарь, советник Общего секретариата МИД СССР.
- В 1992—1997 годах — советник Посольства России в Великобритании.
- В 1997—1999 годах — заместитель директора Департамента — Секретариата Министра МИД России.
- В 1999 году — заместитель директора Департамента — Генерального Секретариата МИД России (заместитель Генерального Секретаря).
- В 1999—2000 годах — заместитель начальника Управления Президента России по внешней политике.
- В 2000 году — заместитель директора Департамента по вопросам безопасности и разоружения МИД России.
- В 2000—2004 годах — заместитель Постоянного Представителя России при международных организациях в Вене (Австрия).
- В 2005 году— главный советник Департамента по связям с субъектами Федерации, парламентом и общественными объединениями МИД России.
- В 2005—2009 годах — заместитель директора Департамента безопасности России.
- С 16 января 2009 по 7 ноября 2012 года — чрезвычайный и полномочный посол России на Сейшельских Островах[1][2].
- С ноября 2012 года — начальник Управления международных связей Аппарата Совета Федерации Федерального Собрания Российской Федерации.

## Дипломатический ранг и классный чин
- Чрезвычайный и полномочный посланник 1 класса (20 августа 2004)[3].
- Действительный государственный советник Российской Федерации 3 класса[4].

## Награды
- Медаль ордена «За заслуги перед Отечеством» II степени (11 февраля 2008) — За большой вклад в реализацию внешнеполитического курса Российской Федерации, многолетнюю безупречную дипломатическую службу[5]
- Орден Дружбы (5 декабря 2014) — за достигнутые трудовые успехи, многолетнюю плодотворную деятельность и активную общественную деятельность[6]